# ألفارو أغيلار
ألفارو أغيلار (بالإسبانية: Álvaro Aguilar)‏ (24 يناير 1992 كوستاريكا - ) هو لاعب كرة قدم كوستاريكي يلعب كمدافع.

## روابط خارجية
- ألفارو أغيلار على موقع قاعدة بيانات كرة القدم.إي يو (الإنجليزية)
- ألفارو أغيلار على موقع Soccerway.com (الإنجليزية)